# Hogna ligata
Hogna ligata là một loài nhện trong họ Lycosidae.
Loài này thuộc chi Hogna. Hogna ligata được Octavius Pickard-Cambridge miêu tả năm 1869.